# Гальянико
Гальянико (итал. Gaglianico) — коммуна в Италии, располагается в регионе Пьемонт, в провинции Бьелла.
Население составляет 3935 человек (2008 г.), плотность населения составляет 984 чел./км². Занимает площадь 4 км². Почтовый индекс — 13894. Телефонный код — 015.
Покровителем коммуны почитается святой апостол Пётр, празднование 29 июня.

## Демография
Динамика населения:

## Города-побратимы
- Нова-Горица, Словения
- Эстелья, Испания
- Дета, Румыния

## Администрация коммуны
- Официальный сайт: https://web.archive.org/web/20090105211016/http://www.comune.gaglianico.bi.it/on-line/Home.html